# TJ FS Napajedla
TJ FS Napajedla je český fotbalový klub z Napajedel, který byl založen roku 1912 pod názvem SK Napajedla. Největším úspěchem klubu je sehrání 9 ročníků ve druhé nejvyšší soutěži (1943/44, 1945/46 – 1949, 1951, 1952 a 1962/63). V sezoně 2014/15 po 17 letech ztratil divizní příslušnost a v sezóně 2015/16 sestoupil i z Přeboru Zlínského kraje do I. A třídy. Od sezony 2019/20 klub působí opět v Přeboru Zlínského kraje (5. nejvyšší soutěž).
V klubu působil mj. Vladimír Hönig, jeden z nejlepších střelců nejvyšší soutěže a člen Klubu ligových kanonýrů. Odchovancem napajedelské kopané je i Rudolf Kučera, který zde působil mezi lety 1952 – 1957.

## Historické názvy
Zdroje: 
- 1912 – SK Napajedla (Sportovní klub Napajedla)
- 1937 – SK Napajedla Fatra (Sportovní klub Napajedla Fatra)
- 1940 – SK Fatra Napajedla (Sportovní klub Fatra Napajedla)
- 1948 – ZK Fatra Napajedla (Závodní klub Fatra Napajedla)
- 1949 – ZSJ Fatra Napajedla (Závodní sokolská jednota Fatra Napajedla)
- 1953 – DSO Jiskra Napajedla (Dobrovolná sportovní organisace Jiskra Napajedla)
- 1962 – TJ Fatra Slavia Napajedla (Tělovýchovná jednota Fatra Slavia Napajedla)
- 1967 – TJ Fatra Napajedla (Tělovýchovná jednota Fatra Napajedla)
- 1990 – TJ FS Napajedla (Tělovýchovná jednota Fatra-Slavia Napajedla)[7]

## Mezinárodní utkání
Druhý březnový víkend roku 1972 se v Napajedlech u příležitosti 60. výročí založení oddílu hrálo mezinárodní přátelské utkání s prvoligovou polskou Odrou Opole. Čtvrtoligoví domácí dokázali uhrát nerozhodný výsledek 1:1, přičemž obě branky padly již v prvním poločase.

## Mládežnické týmy
Napajedelský dorost hraje v sezoně 2016/17 Krajský přebor dorostu , starší i mladší žáci nastupují v Krajské soutěži starších, resp. mladších žáků – sk. A. Pro nábor mladých hráčů slouží přípravka, která hraje okresní soutěž – sk. C.Od sezony 2016/17 začal fungovat nový žákovský tým FS Napajedla B , spojením s TJ Topolnou a nastupují v Okresním Přeboru Uherského Hradiště.

## Umístění v jednotlivých sezonách
Legenda: Z – zápasy, V – výhry, R – remízy, P – porážky, VG – vstřelené góly, OG – obdržené góly, +/− – rozdíl skóre, B – body, červené podbarvení – sestup, zelené podbarvení – postup, fialové podbarvení – reorganizace, změna skupiny či soutěže
| Československo (1936 – 1939)             |                                              |                              |                              |                              |                              |                              |                              |                              |                              |                              |                              |
| Sezóny                                   | Liga                                         | Úroveň                       | Z                            | V                            | R                            | P                            | VG                           | OG                           | +/−                          | B                            | Pozice                       |
| 1936/37                                  | II. třída HHŽF – sk. jih                     | 5                            | 18                           | 12                           | 4                            | 2                            | 61                           | 23                           | +38                          | 28                           | 1.                           |
| ...                                      |                                              |                              |                              |                              |                              |                              |                              |                              |                              |                              |                              |
| Protektorát Čechy a Morava (1939 – 1944) |                                              |                              |                              |                              |                              |                              |                              |                              |                              |                              |                              |
| Sezóny                                   | Liga                                         | Úroveň                       | Z                            | V                            | R                            | P                            | VG                           | OG                           | +/−                          | B                            | Pozice                       |
| ...                                      |                                              |                              |                              |                              |                              |                              |                              |                              |                              |                              |                              |
| 1941/42                                  | I. A třída HHŽF                              | 3                            | 22                           | 12                           | 1                            | 9                            | 67                           | 42                           | +25                          | 25                           | 6.                           |
| 1942/43                                  | I. A třída HHŽF                              | 3                            | 22                           | 19                           | 0                            | 3                            | 118                          | 36                           | +82                          | 38                           | 1.                           |
| 1943/44                                  | Moravskoslezská divize                       | 2                            | 26                           | 10                           | 1                            | 15                           | 67                           | 85                           | −18                          | 21                           | 10.                          |
| 1944/45                                  | Fotbalové soutěže se nehrály                 | Fotbalové soutěže se nehrály | Fotbalové soutěže se nehrály | Fotbalové soutěže se nehrály | Fotbalové soutěže se nehrály | Fotbalové soutěže se nehrály | Fotbalové soutěže se nehrály | Fotbalové soutěže se nehrály | Fotbalové soutěže se nehrály | Fotbalové soutěže se nehrály | Fotbalové soutěže se nehrály |
| Československo (1945 – 1993)             |                                              |                              |                              |                              |                              |                              |                              |                              |                              |                              |                              |
| Sezóna                                   | Liga                                         | Úroveň                       | Z                            | V                            | R                            | P                            | VG                           | OG                           | +/−                          | B                            | Pozice                       |
| 1945/46                                  | Moravskoslezská divize                       | 2                            | 30                           | 12                           | 6                            | 12                           | 83                           | 78                           | +5                           | 30                           | 10.                          |
| 1946/47                                  | Moravskoslezská divize                       | 2                            | 26                           | 11                           | 4                            | 11                           | 59                           | 60                           | −1                           | 26                           | 6.                           |
| 1947/48                                  | Moravskoslezská divize                       | 2                            | 30                           | 15                           | 4                            | 11                           | 90                           | 92                           | −2                           | 34                           | 6.                           |
| 1948                                     | Zemská soutěž – sk. C                        | 2                            | 11                           | 4                            | 2                            | 5                            | 25                           | 37                           | −12                          | 10                           | 7.                           |
| 1949                                     | Oblastní soutěž – sk. C                      | 2                            | 26                           | 7                            | 5                            | 14                           | 71                           | 85                           | −14                          | 19                           | 11.                          |
| ...                                      |                                              |                              |                              |                              |                              |                              |                              |                              |                              |                              |                              |
| 1951                                     | Krajská soutěž – Gottwaldov                  | 2                            | 18                           | 10                           | 1                            | 7                            | 47                           | 52                           | −5                           | 21                           | 3.                           |
| 1952                                     | Krajský přebor – Gottwaldov                  | 2                            | 22                           | 7                            | 4                            | 11                           | 43                           | 76                           | −33                          | 18                           | 9.                           |
| 1953                                     | Krajský přebor – Gottwaldov                  | 3                            | 11                           | 4                            | 1                            | 6                            | 31                           | 41                           | −10                          | 9                            | 8.                           |
| 1954                                     | Krajský přebor – Gottwaldov                  | 3                            | 22                           | 10                           | 5                            | 7                            | 52                           | 41                           | +11                          | 25                           | 4.                           |
| ...                                      |                                              |                              |                              |                              |                              |                              |                              |                              |                              |                              |                              |
| 1959/60                                  | Oblastní soutěž – sk. D                      | 3                            | 28                           | 15                           | 3                            | 10                           | 72                           | 56                           | +16                          | 33                           | 6.                           |
| 1960/61                                  | Jihomoravský krajský přebor                  | 3                            | 26                           | 13                           | 5                            | 8                            | 60                           | 38                           | +22                          | 31                           | 3.                           |
| 1961/62                                  | Jihomoravský krajský přebor                  | 3                            | 26                           | 19                           | 0                            | 7                            | 68                           | 39                           | +29                          | 38                           | 1.                           |
| 1962/63                                  | II. liga – sk. B                             | 2                            | 26                           | 5                            | 4                            | 17                           | 18                           | 57                           | −39                          | 14                           | 14.                          |
| 1963/64                                  | Jihomoravský krajský přebor                  | 3                            | 26                           | 10                           | 6                            | 10                           | 51                           | 43                           | +8                           | 26                           | 5.                           |
| 1964/65                                  | Jihomoravský krajský přebor                  | 3                            | 26                           | 11                           | 9                            | 6                            | 39                           | 36                           | +3                           | 31                           | 4.                           |
| 1965/66                                  | Divize D                                     | 3                            | 26                           | 10                           | 6                            | 10                           | 32                           | 47                           | −15                          | 26                           | 7.                           |
| 1966/67                                  | Divize D                                     | 3                            | 26                           | 7                            | 6                            | 13                           | 22                           | 39                           | −17                          | 20                           | 12.                          |
| 1967/68                                  | Divize D                                     | 3                            | 26                           | 3                            | 3                            | 20                           | 24                           | 67                           | −43                          | 9                            | 14.                          |
| 1968/69                                  | Jihomoravský oblastní přebor                 | 4                            | 26                           | 9                            | 5                            | 12                           | 29                           | 33                           | −4                           | 23                           | 10.                          |
| 1969/70                                  | Středomoravský župní přebor                  | 5                            | 26                           | 14                           | 4                            | 8                            | 55                           | 41                           | +14                          | 32                           | 2.                           |
| 1970/71                                  | Středomoravský župní přebor                  | 5                            | 26                           | 15                           | 7                            | 4                            | 56                           | 26                           | +30                          | 37                           | 1.                           |
| 1971/72                                  | Divize D                                     | 4                            | 30                           | 9                            | 7                            | 14                           | 32                           | 42                           | −10                          | 25                           | 12.                          |
| 1972/73                                  | Divize D                                     | 4                            | 30                           | 8                            | 9                            | 13                           | 30                           | 47                           | −17                          | 25                           | 14.                          |
| 1973/74                                  | Jihomoravský krajský přebor                  | 5                            | 30                           | 12                           | 3                            | 15                           | 52                           | 44                           | +8                           | 27                           | 8.                           |
| 1974/75                                  | Jihomoravský krajský přebor                  | 5                            | 30                           | 18                           | 5                            | 7                            | 53                           | 27                           | +26                          | 41                           | 1.                           |
| 1975/76                                  | Divize D                                     | 4                            | 30                           | 13                           | 6                            | 11                           | 34                           | 42                           | −8                           | 32                           | 6.                           |
| 1976/77                                  | Divize D                                     | 4                            | 30                           | 11                           | 5                            | 14                           | 31                           | 42                           | −11                          | 27                           | 13.                          |
| 1977/78                                  | Divize D                                     | 3                            | 30                           | 9                            | 10                           | 11                           | 27                           | 35                           | −8                           | 28                           | 10.                          |
| 1978/79                                  | Divize D                                     | 3                            | 30                           | 8                            | 11                           | 11                           | 25                           | 32                           | −7                           | 27                           | 12.                          |
| 1979/80                                  | Divize D                                     | 3                            | 30                           | 7                            | 7                            | 16                           | 23                           | 40                           | −17                          | 21                           | 15.                          |
| 1980/81                                  | Jihomoravský krajský přebor                  | 4                            | 30                           | 10                           | 0                            | 20                           | 31                           | 54                           | −23                          | 20                           | 16.                          |
| 1981/82                                  | I. A třída Jihomoravského kraje – sk. B      | 6                            | 30                           | ...                          | ...                          | ...                          | ...                          | ...                          | ...                          |                              |                              |
| 1982/83                                  | I. A třída Jihomoravského kraje – sk. B      | 6                            | 30                           | 13                           | 6                            | 11                           | 47                           | 47                           | 0                            | 32                           | 9.                           |
| ...                                      |                                              |                              |                              |                              |                              |                              |                              |                              |                              |                              |                              |
| 1985/86                                  | Jihomoravská krajská soutěž I. třídy – sk. F | 6                            | 26                           | 8                            | 9                            | 9                            | 36                           | 40                           | −4                           | 25                           | 8.                           |
| 1986/87                                  | I. B třída Jihomoravského kraje – sk. D      | 7                            | 26                           | 11                           | 7                            | 8                            | 34                           | 29                           | +5                           | 29                           | 5.                           |
| 1987/88                                  | I. B třída Jihomoravského kraje – sk. D      | 7                            | 26                           | 10                           | 7                            | 9                            | 43                           | 34                           | +9                           | 27                           | 7.                           |
| 1988/89                                  | I. B třída Jihomoravského kraje – sk. D      | 7                            | 26                           | 11                           | 5                            | 10                           | 53                           | 44                           | +9                           | 27                           | 7.                           |
| 1989/90                                  | I. B třída Jihomoravského kraje – sk. D      | 7                            | 26                           | ...                          | ...                          | ...                          | ...                          | ...                          | ...                          |                              |                              |
| ...                                      |                                              |                              |                              |                              |                              |                              |                              |                              |                              |                              |                              |
| 1992/93                                  | I. A třída Středomoravské župy – sk. A       | 6                            | 26                           | 15                           | 7                            | 4                            | 65                           | 30                           | +35                          | 37                           | 2.                           |
| Česko (1993 – )                          |                                              |                              |                              |                              |                              |                              |                              |                              |                              |                              |                              |
| Sezóna                                   | Liga                                         | Úroveň                       | Z                            | V                            | R                            | P                            | VG                           | OG                           | +/−                          | B                            | Pozice                       |
| 1993/94                                  | Středomoravský župní přebor                  | 5                            | 30                           | 13                           | 3                            | 14                           | 46                           | 46                           | 0                            | 29                           | 10.                          |
| 1994/95                                  | Středomoravský župní přebor                  | 5                            | 30                           | 12                           | 5                            | 13                           | 40                           | 50                           | −10                          | 41                           | 10.                          |
| 1995/96                                  | Středomoravský župní přebor                  | 5                            | 30                           | 8                            | 6                            | 16                           | 47                           | 50                           | −3                           | 30                           | 13.                          |
| 1996/97                                  | Středomoravský župní přebor                  | 5                            | 30                           | 14                           | 9                            | 7                            | 47                           | 27                           | +20                          | 51                           | 5.                           |
| 1997/98                                  | Středomoravský župní přebor                  | 5                            | 30                           | 22                           | 5                            | 3                            | 79                           | 21                           | +58                          | 71                           | 1.                           |
| 1998/99                                  | Divize D                                     | 4                            | 30                           | 14                           | 7                            | 9                            | 51                           | 32                           | +19                          | 49                           | 2.                           |
| 1999/00                                  | Divize D                                     | 4                            | 30                           | 10                           | 6                            | 14                           | 40                           | 44                           | −4                           | 36                           | 12.                          |
| 2000/01                                  | Divize D                                     | 4                            | 30                           | 12                           | 8                            | 10                           | 53                           | 41                           | +12                          | 44                           | 6.                           |
| 2001/02                                  | Divize D                                     | 4                            | 30                           | 11                           | 6                            | 13                           | 36                           | 46                           | −10                          | 39                           | 9.                           |
| 2002/03                                  | Divize D                                     | 4                            | 30                           | 15                           | 5                            | 10                           | 43                           | 47                           | −4                           | 50                           | 5.                           |
| 2003/04                                  | Divize D                                     | 4                            | 30                           | 10                           | 6                            | 14                           | 50                           | 54                           | −4                           | 36                           | 12.                          |
| 2004/05                                  | Divize D                                     | 4                            | 30                           | 16                           | 3                            | 11                           | 55                           | 43                           | +12                          | 51                           | 4.                           |
| 2005/06                                  | Divize D                                     | 4                            | 30                           | 11                           | 11                           | 8                            | 37                           | 35                           | +2                           | 44                           | 6.                           |
| 2006/07                                  | Divize E                                     | 4                            | 30                           | 14                           | 8                            | 8                            | 42                           | 35                           | +7                           | 50                           | 4.                           |
| 2007/08                                  | Divize E                                     | 4                            | 30                           | 11                           | 5                            | 14                           | 42                           | 50                           | −8                           | 38                           | 11.                          |
| 2008/09                                  | Divize D                                     | 4                            | 30                           | 8                            | 9                            | 13                           | 36                           | 53                           | −17                          | 33                           | 12.                          |
| 2009/10                                  | Divize D                                     | 4                            | 28                           | 11                           | 4                            | 13                           | 38                           | 44                           | −6                           | 37                           | 8.                           |
| 2010/11                                  | Divize D                                     | 4                            | 30                           | 7                            | 11                           | 12                           | 43                           | 50                           | −7                           | 32                           | 13.                          |
| 2011/12                                  | Divize D                                     | 4                            | 30                           | 15                           | 5                            | 10                           | 48                           | 33                           | +15                          | 50                           | 2.                           |
| 2012/13                                  | Divize D                                     | 4                            | 28                           | 12                           | 7                            | 9                            | 51                           | 38                           | +13                          | 43                           | 3.                           |
| 2013/14                                  | Divize D                                     | 4                            | 30                           | 10                           | 4                            | 16                           | 36                           | 47                           | −11                          | 34                           | 13.                          |
| 2014/15                                  | Divize D                                     | 4                            | 30                           | 7                            | 6                            | 17                           | 46                           | 72                           | −26                          | 27                           | 15.                          |
| 2015/16                                  | Přebor Zlínského kraje                       | 5                            | 26                           | 5                            | 5 / 3                        | 13                           | 22                           | 42                           | −20                          | 28                           | 13.                          |
| 2016/17                                  | I. A třída Zlínského kraje – sk. B           | 6                            | 26                           | 11                           | 3 / 3                        | 9                            | 52                           | 49                           | +3                           | 42                           | 5.                           |
| 2017/18                                  | I. A třída Zlínského kraje – sk. B           | 6                            | 26                           | 13                           | 4 / 2                        | 7                            | 38                           | 24                           | +14                          | 49                           | 4.                           |
| 2018/19                                  | I. A třída Zlínského kraje – sk. B           | 6                            | 26                           | 15                           | 0                            | 11                           | 55                           | 44                           | +5                           | 41                           | 6.                           |
| ** 2019/20                               | Přebor Zlínského kraje                       | 5                            | 13                           | 7                            | 1 / 1                        | 4                            | 25                           | 19                           | +6                           | 24                           | 6.                           |
| ** 2020/21                               | Přebor Zlínského kraje                       | 5                            | 9                            | 3                            | 0                            | 3                            | 14                           | 15                           | -1                           | 15                           | 7.                           |
| 2021/22                                  | Přebor Zlínského kraje                       | 5                            | 26                           | 12                           | 3                            | 11                           | 46                           | 38                           | +8                           | 39                           | 7.                           |
| 2022/23                                  | Přebor Zlínského kraje                       | 5                            | 26                           | 15                           | 6                            | 5                            | 48                           | 25                           | +23                          | 51                           | 2.                           |
| 2023/24                                  | Přebor Zlínského kraje                       | 5                            | 26                           | 11                           | 6                            | 9                            | 34                           | 43                           | -9                           | 39                           | 5.                           |
| 2024/25                                  | Přebor Zlínského kraje                       | 5                            | 26                           | 1                            | 9                            | 16                           | 21                           | 48                           | -27                          | 12                           | 14.                          |

Poznámky:
- 1953: Tento ročník byl hrán jednokolově.
- 1959/60: Po sezoně proběhla reorganizace nižších soutěží (konec oblastí, zavedeny krajské přebory).
- 1964/65: Po sezoně proběhla reorganizace nižších soutěží (konec krajů, návrat oblastí).
- 1968/69: Po sezoně proběhla celková reorganizace soutěží (mj. konec oblastí, návrat žup)
- 1971/72: Po sezoně proběhla reorganizace krajských soutěží (konec žup, návrat krajů).
- 1976/77: Po sezoně proběhla reorganizace nižších soutěží.
- 1980/81: Po sezoně proběhla reorganizace nižších soutěží.
- 1982/83: Po sezoně proběhla reorganizace krajských soutěží.
- 1985/86: Po sezoně proběhla reorganizace krajských soutěží.
- 1990/91: Po sezoně proběhla reorganizace nižších soutěží (konec krajů, návrat žup). Vzhledem k tomu z krajských přeborů nesestoupilo žádné mužstvo.
- 1992/93: Postoupilo taktéž vítězné mužstvo TJ Spartak Valašské Klobouky.[26]
- 2005/06: Napajedla byla pro sezónu 2006/07 přesunuta do Divize E.
- 2007/08: Napajedla byla pro sezónu 2008/09 přesunuta do Divize D.
- 2014/15: Od této sezony se ve Zlínském kraji hraje tímto způsobem: Pokud zápas skončí nerozhodně, kope se penaltový rozstřel. Jeho vítěz bere 2 body, poražený pak jeden bod. Za výhru po 90 minutách jsou 3 body, za prohru po 90 minutách není žádný bod.

**= sezona předčasně ukončena z důvodu pandemie covidu-19

## TJ FS Napajedla „B“
TJ FS Napajedla „B“ je rezervním týmem Napajedel, který se pohybuje v okresních soutěžích. Po sezoně 2012/13 byl zrušen, před sezonou 2015/16 byl tým obnoven.

### Umístění v jednotlivých sezonách
Legenda: Z – zápasy, V – výhry, R – remízy, P – porážky, VG – vstřelené góly, OG – obdržené góly, +/− – rozdíl skóre, B – body, červené podbarvení – sestup, zelené podbarvení – postup, fialové podbarvení – reorganizace, změna skupiny či soutěže
| Československo (1978 – 1993)                                    |                                      |        |    |     |       |     |     |     |     |    |        |
| Sezóny                                                          | Liga                                 | Úroveň | Z  | V   | R     | P   | VG  | OG  | +/− | B  | Pozice |
| 1978/79                                                         | Okresní přebor Gottwaldovska         | 7      | 26 | 10  | 6     | 10  | 40  | 32  | +8  | 26 | 6.     |
| 1979/80                                                         | Okresní přebor Gottwaldovska         | 7      | 26 | 4   | 4     | 18  | 28  | 69  | −41 | 26 | 14.    |
| ...                                                             |                                      |        |    |     |       |     |     |     |     |    |        |
| 1983/84                                                         | Okresní přebor Gottwaldovska – sk. A | 7      | 22 | ... | ...   | ... | ... | ... | ... |    |        |
| ...                                                             |                                      |        |    |     |       |     |     |     |     |    |        |
| 1992/93                                                         | Okresní přebor Zlínska               | 8      | 26 | 10  | 3     | 13  | 49  | 53  | −4  | 23 | 9.     |
| Česko (1993 – )                                                 |                                      |        |    |     |       |     |     |     |     |    |        |
| Sezóny                                                          | Liga                                 | Úroveň | Z  | V   | R     | P   | VG  | OG  | +/− | B  | Pozice |
| ...                                                             |                                      |        |    |     |       |     |     |     |     |    |        |
| 2001/02                                                         | Okresní přebor Zlínska               | 8      | 26 | ... | ...   | ... | ... | ... | ... |    |        |
| 2002/03                                                         | Okresní přebor Zlínska               | 8      | 26 | 5   | 4     | 17  | 28  | 64  | −36 | 19 | 14.    |
| 2003/04                                                         | Základní třída Zlínska – sk. A       | 10     | 24 | 20  | 1     | 3   | 107 | 36  | +71 | 61 | 2.     |
| 2004/05                                                         | Okresní soutěž Zlínska – sk. A       | 9      | 22 | 13  | 4     | 5   | 71  | 35  | +36 | 43 | 2.     |
| 2005/06                                                         | Okresní soutěž Zlínska – sk. A       | 9      | 22 | 13  | 1     | 8   | 62  | 35  | +27 | 40 | 4.     |
| 2006/07                                                         | Okresní soutěž Zlínska – sk. A       | 9      | 20 | 16  | 1     | 3   | 74  | 30  | +44 | 49 | 1.     |
| 2007/08                                                         | Okresní přebor Zlínska               | 8      | 26 | 11  | 2     | 13  | 48  | 74  | −26 | 35 | 6.     |
| 2008/09                                                         | Okresní přebor Zlínska               | 8      | 26 | 10  | 6     | 10  | 61  | 64  | −3  | 36 | 9.     |
| 2009/10                                                         | Okresní přebor Zlínska               | 8      | 26 | 7   | 4     | 15  | 29  | 74  | −45 | 25 | 13.    |
| 2010/11                                                         | Okresní přebor Zlínska               | 8      | 26 | 5   | 2     | 19  | 25  | 102 | −77 | 17 | 12.    |
| 2011/12                                                         | Okresní přebor Zlínska               | 8      | 26 | 9   | 5     | 12  | 44  | 48  | −4  | 32 | 10.    |
| 2012/13                                                         | Okresní přebor Zlínska               | 8      | 26 | 6   | 1     | 19  | 50  | 77  | −27 | 19 | 13.    |
| V období 2013–2015 nebylo B-mužstvo přihlášeno v žádné soutěži. |                                      |        |    |     |       |     |     |     |     |    |        |
| 2015/16                                                         | Základní třída Zlínska – sk. A       | 10     | 18 | 15  | 0 / 0 | 3   | 70  | 21  | +49 | 45 | 1.     |
| 2016/17                                                         | Okresní soutěž Zlínska – sk. A       | 9      | 26 | 12  | 3 / 2 | 9   | 76  | 67  | +9  | 44 | 3.     |
| 2017/18                                                         | Okresní soutěž Zlínska – sk. A       | 9      | 26 | 9   | 1 / 3 | 13  | 55  | 60  | −5  | 32 | 9.     |
| 2018/19                                                         | Okresní soutěž Zlínska – sk. A       | 9      | 26 | 15  | 0     | 11  | 58  | 53  | +3  | 45 | 4.     |
| ** 2019/20                                                      | Okresní soutěž Zlínska – sk. A       | 9      | 13 | 6   | 3 / 2 | 2   | 30  | 21  | +9  | 26 | 4.     |
| ** 2020/21                                                      | Okresní soutěž Zlínska – sk. A       | 9      | 9  | 7   | 1     | 1   | 29  | 10  | +19 | 23 | 1.     |
| 2021/22                                                         | Okresní soutěž Zlínska – sk. A       | 9      | 26 | 15  | 6     | 5   | 86  | 35  | +51 | 51 | 3.     |
| 2022/23                                                         | Okresní soutěž Zlínska – sk. A       | 9      | 22 | 10  | 1     | 11  | 49  | 49  | 0   | 31 | 6.     |
| 2023/24                                                         | Okresní soutěž Zlínska – sk. A       | 9      | 22 | 14  | 4     | 4   | 55  | 30  | +25 | 46 | 2.     |
| 2024/25                                                         | Okresní soutěž Zlínska – sk. A       | 9      | 11 | 7   | 0     | 4   | 40  | 16  | +24 | 21 | 3.     |

Poznámky:
- 2003/04: Postoupilo taktéž vítězné mužstvo FC Viktoria Otrokovice „B“.[30]
- 2014/15: Od této sezony se ve Zlínském okrese hraje tímto způsobem: Pokud zápas skončí nerozhodně, kope se penaltový rozstřel. Jeho vítěz bere 2 body, poražený pak jeden bod. Za výhru po 90 minutách jsou 3 body, za prohru po 90 minutách není žádný bod.
- 2015/16: B-mužstvo dosáhlo stejného počtu bodů jako TJ Tatran Biskupice, mělo však s tímto soupeřem lepší vzájemné zápasy. Na podzim 2015 vyhrálo v Napajedlech 4:0, na jaře 2016 zvítězilo v Biskupicích 4:2.[31]

**= sezona předčasně ukončena z důvodu pandemie covidu-19